# Susi és Tekergő (film, 2019)
A Susi és Tekergő (eredeti cím: Lady and the Tramp) 2019-ben bemutatott amerikai romantikus film, amelyet Charlie Bean rendezett. A főbb szerepekben Kiersey Clemons, Thomas Mann, Yvette Nicole Brown, Adrian Martin és Arturo Castro láthatók.
Amerikában 2019. november 12-én, míg Magyarországon 2022. június 14-én mutatta be a Disney+.

## Cselekmény
Karácsony napján Jim szívem egy amerikai cocker spániel kiskutyát ajándékoz feleségének, Drágámnak, akit Susinek neveznek el. Susi felnő, és összebarátkozik a szomszéd kutyákkal: az idős vérebbel Tappanccsal és a temperamentumos skót terrierrel Jockkal. Eközben Tekergő, az utcán kóborolva tölti napjait, ételt lop és bajt okoz a helyi sintérnek, Elliotnak, aki "gonosznak" bélyegezte Csavargót. Miután  kiszabadítja barátait, Peget és Bullt Elliot kocsiából, Tekergő Elliot elől menekülve Susi szomszédságában rejtőzik el. Susi, akit Drágám nagynénje, Sarah elzavart a babaváró buliról, nem érti, miért hanyagolják el a gazdái. Tekergő kikövetkezteti, hogy Drágám terhes és figyelmezteti Susit, hogy ha megszületik a baba nélkülözni fogják őt. Susi elküldi őt, és nem hisz neki. Miután megszületik a kislány, Lulu a párnak több dolga lesz, mint valaha. Susi azon gondolkodik, hogy Tekergőnek igaza lehetett.
Később a pár meglátogatja Jim szívem nővérét és addig Sarah néni vigyáz a gyerekre. Amíg Sarah néni az emeleten van, két Devon rex macskája lerombolja a nappalit és Susira kenik. Sarah néni azonnal elviszi Susit egy állatkereskedésbe, hogy szájkosarat vegyen. Susi elmenekül és szembekerül a gonosz utcakutyával, Isaackal, majd Tekergő megmenti. A két kutya a nap hátralévő részét a városban tölti, és bolognait vacsoráznak Tony éttermében. Susi bevallja, hogy kétségei vannak afelől, hogy a gazdái még mindig akarják-e őt, Tekergő pedig elárulja, hogy valaha voltak gazdái, de kidobták, miután gyerekük született. Beszélgetésüket Elliot szakítja félbe, aki elkapja Susit, majd a kutyamenhelyre viszi. Peg és Bull, akiket ismét elfogtak, megbeszélik Susival Tekergő önző természetét, ami miatt a lány megkérdőjelezi, hogy miért nem mentette meg Elliottól. Szerencsére Jim szívem és Drágám megtalálják és hazaviszik, majd kirúgják Sarah nénit és a macskáit.
Tekergő szomorú, hogy nem tudta megmenteni Susit, azért felkeresi. Lulu gyerekszobájába hirtelen egy patkány kerül, Susi pedig eszeveszetten ugatni kezd, éppen akkor, amikor Elliot megérkezik. Jim szívem bezárja Susit egy szobába. Az ezt követő csatában Tekergő megsérül, de sikerül megölnie a patkányt. Lulu, akinek a kiságyát a küzdelemben felborította, sírni kezd. Tévesen azt hiszik, hogy Tekergő megtámadta Lulut, ezért Jim szívem átadja Elliotnak.
Amint elengedik, Susi elvezeti a gazdáit a döglött patkányhoz, majd a barátaival elindul, hogy megmentse Tekergőt. A pár magukhoz veszik Tekergőt, hogy megvédjék Elliottól. A család együtt ünnepli a karácsonyt és Tekergő megkapja új nyakörvét.

## Szereplők
| Szereplő                    | Színész             | Magyar hang         | Leírás                                                                |
| --------------------------- | ------------------- | ------------------- | --------------------------------------------------------------------- |
| Drágám                      | Kiersey Clemons     | Faluvégi Fanni      | Susi egyik gazdája.                                                   |
| Jim szívem                  | Thomas Mann         | Fehér Tibor         | Susi másik gazdája.                                                   |
| Sarah néni                  | Yvette Nicole Brown | Kocsis Mariann      | Drágám nagynénje                                                      |
| Elliot                      | Adrian Martinez     | Kálloy Molnár Péter | sintér                                                                |
| Tony                        | F. Murray Abraham   | Hirtling István     | Tekergő által meglátogatott étterem tulajdonos.                       |
| Joe                         | Arturo Castro       | Czető Roland        | Tony-nak dolgozik.                                                    |
| Orvos                       | Ken Jeong           | Botár Endre         | Névtelen orvos, Drágám és Jim szívem látogatja meg.                   |
| Jock gazdája                | Kate Kneeland       | Kokas Piroska       | Jock gazdája.                                                         |
| Trappancs gazdája           | Darryl W. Handy     | Nem szólal meg      | Trappancs gazdája.                                                    |
| Állatkereskedés tulajdonosa | Parvesh Cheena      | Kassai Károly       | Állatkereskedés tulajdonosa, ahol Sara néni szájkosarat vesz Susinak. |
| Szereplő                    | Eredeti hang        | Magyar hang         | Leírás                                                                |
| Susi                        | Tessa Thompson      | Törőcsik Franciska  | Egy gyönyörű amerikai cocker spániel szuka, Jimék kutyája.            |
| Tekergő                     | Justin Theroux      | Szatory Dávid       | Egy szürke kóbor kutya az utcáról, Susi barátja.                      |
| Trappancs                   | Sam Elliott         | Bognár Tamás        | Egy véreb, Susi barátja.                                              |
| Jock                        | Ashley Jensen       | Kéméndi-Sallai Nóra | Egy skót terrier, Susi barátja.                                       |
| Peg                         | Janelle Monáe       | Gallusz Nikolett    | Egy pekingi palotakutya, Tekergő barátja.                             |
| Bull                        | Benedict Wong       | Schneider Zoltán    | Egy bulldog, Tekergő barátja.                                         |
| Isaac                       | Clancy Brown        | Dézsy Szabó Gábor   | Erőszakos kutya, aki megtámadja Susit.                                |
| Devon                       | Nate Wonder         | Posta Victor        | Egy Devon rex, Sarah néni macskája.                                   |
| Rex                         | Roman GianArthur    | Szabó Máté          | Egy Devon rex, Sarah néni macskája.                                   |

### Magyar változat
- Magyar szöveg: Dittrich-Varga Fruzsina
- Dalszöveg: Nádasi Veronika
- Hangmérnök és szinkronrendező: Kránitz Lajos András
- Vágó: Kránitz Bence
- Gyártásvezető: Bogdán Anikó
- Zenei rendező: Posta Victor
- Produkciós vezető: Máhr Rita

A szinkront az SDI Media Hungary készítette.

## A film készítése
2018. február 8-án bejelentették, hogy a Walt Disney Pictures élőszereplős adaptációt fejleszt az 1955-ös Susi és Tekergő című animációs film alapján. 2018. március 19-én bejelentették, hogy a filmet Charlie Bean rendezi, a forgatókönyvet Andrew Bujalski írja.

### Szereposztás
2018 júliusában bejelentették, hogy Ashley Jensen, Justin Theroux és Sam Elliott szinkronizálni fognak a filmben és Kiersey Clemons is a szereplők között van. 2018 augusztusában arról számoltak be, hogy Tessa Thompson, Benedict Wong és Thomas Mann csatlakoztak a stábhoz. 2018 szeptemberében bejelentették, hogy Yvette Nicole Brown és Adrian Martinez is szerepelni fog a filmben. 2018 októberében bejelentették, hogy Arturo Castro és Janelle Monáe szereplését.
A produkció valódi kutyákat használt a film címszereplőinek ábrázolására, egy Rose nevű kutya Susit alakítja. Tekergőt Monte, egy mentőkutya alakítja.

### Forgatás
A forgatás 2018. szeptember 10-től 2018. november 18-ig tartott a Savannahban. A szinkronizálás 2018 decemberéig zajlott.